# 马尔谢伯通
马尔谢伯通（法語：Marchais-Beton）是法国勃艮第-弗朗什-孔泰大区约讷省的一个旧市镇，属于欧塞尔区。该市镇2009年时的人口为124人。
马尔谢贝通已于2016年1月1日和相邻的另外13个市镇合并成为了"沙尔尼-奥雷德皮赛"（Charny Orée de Puisaye）。

## 人口
马尔谢伯通人口变化图示
| 数据来源：INSEE |